# Homme-canon
L’homme-canon, femme-canon ou canon humain est un spectacle de cirque sensationnel qui consiste à éjecter d'un canon modifié une personne dûment bottée et casquée.

## Description

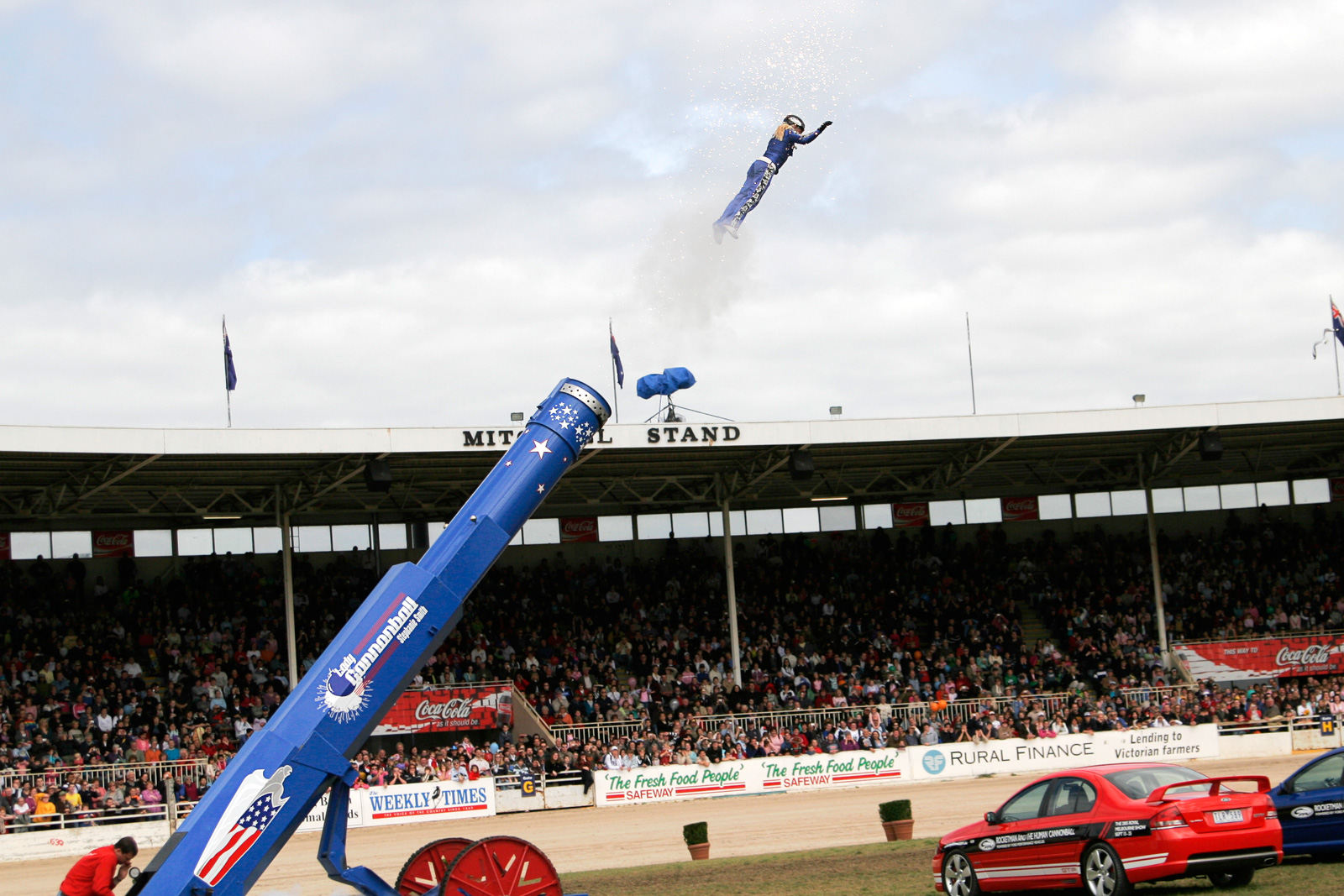
Stephanie Smith, femme-canon au Royal Melbourne Show en 2005.

Il s'agit en partie d'une illusion puisque l'artiste n'est pas propulsé comme un boulet par de la poudre à canon, mais par un ressort ou un jet d'air comprimé. Dans un spectacle de cirque, on utilise en effet de la poudre noire pour produire l’effet visuel ou sonore et faire travailler l'imagination du public, mais en aucun cas pour la propulsion proprement dite.
L'homme-canon atterrit ordinairement sur un filet horizontal ou un matelas pneumatique, dont l'emplacement est déterminé par la mécanique newtonienne ou plus sûrement par un essai avec un objet inerte de même poids que l'artiste. Les dispositifs de sécurité ne mesurent généralement pas plus de 15 mètres sur 7, une taille extrêmement réduite lorsque l’on prend en compte la longueur moyenne de leur saut.
Pour les spectacles en plein air, une piscine peut donner un effet appréciable, surtout en été.

## Historique

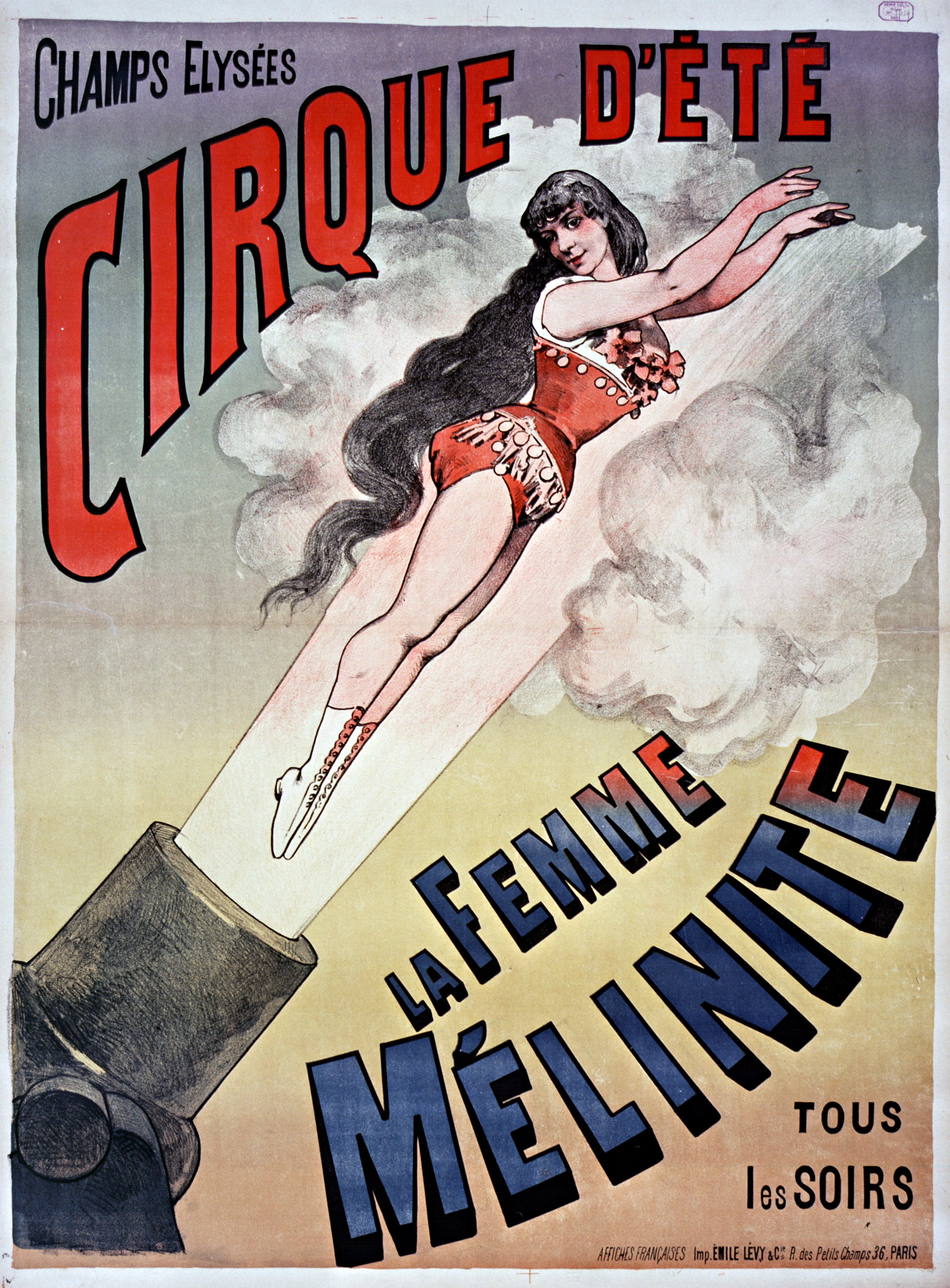
Affiche de « La Femme Mélinite » au Cirque d'été (1887).

Qualifié d’attraction sensationnelle, ce type de propulsion, héritier de la catapulte et du trébuchet a été utilisé au cirque dès la fin du XIXe siècle dans un contexte où les spectacles d'acrobaties de plus en plus périlleux atteignaient leur apogée. En Europe, le premier numéro de canon humain fut celui de Rossa Matilda Richter alias Zazel, qui en 1877  se produisit au Royal Aquarium de Londres. Elle fut propulsée par un canon à ressort inventé par le Canadien William Leonard Hunt (alias « le Grand Farini ») dont il déposa un brevet en 1870. Aux États-Unis, ce dernier l'avait préalablement expérimenté avec son fils adoptif Samuel Wasgatt sous le nom de scène Miss Lulu en 1873 au Niblo's Garden de New York. Considérant qu'une jeune fille accomplissant des exploits périlleux et montrant ses membres nus était beaucoup plus susceptible d'attirer les foules que n'importe quel homologue masculin, il travestit son fils notamment pour effectuer ce numéro. En 1876, à l'occasion d'un accident lors d'un numéro à Dublin, son véritable sexe fut révélé auprès du public et il fut contraint d'interrompre sa carrière pour devenir photographe,. De même, Rossa Matilda Richter alias Zazel, interompit ses numéros de canons humains après plusieurs accidents. Le couple australien, Ella Zuila et George Loyal alias Zulia et Lulu revendique l'invention du boulet de canon humain lors d'une exposition en Australie en 1882.

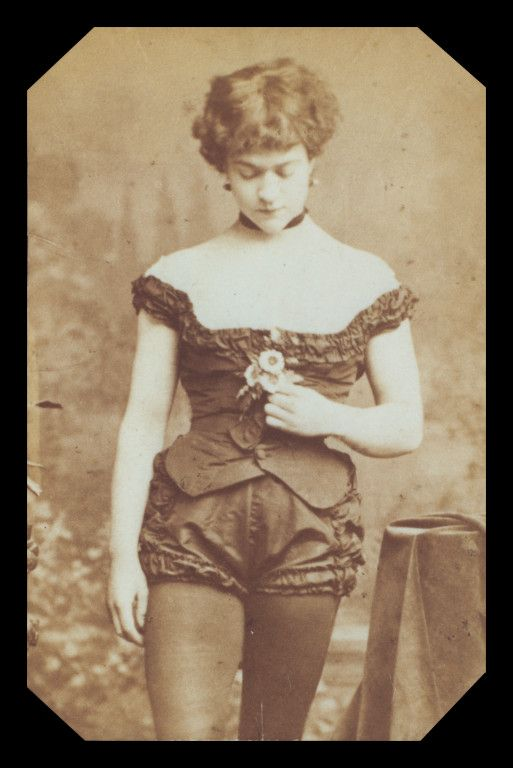
Rossa Matilda Richter alias Zazel (7 avril 1887).

En raison de son caractère spectaculaire et des forts risques liés à sa pratique, l’homme-canon devient une attraction incontournable en Amérique dont les propriétaires Barnum et Yankee Robinson, réputés pour être les plus grands cirques de l’époque, ne tardent pas à l’adopter et à en faire le numéro central de leurs représentations.

## Risques
Cette acrobatie a couté la vie à plus de 30 boulets humains. Parmi les morts les plus récentes, celle qui s’est produite à Kent, au Royaume-Uni, le 25 avril 2011 : un homme-canon s’est tué à la suite de la rupture du filet de sécurité . C’est l’atterrissage qui est considéré comme l’aspect le plus dangereux de l’action.
Le plus récent record de portée, avec 56,64 m, est détenu par David « Cannonball » Smith Sr. Cet exploit fut accompli le 29 mai 1998, à Kennywood, aux États-Unis. Un calcul montre que l'artiste a parcouru les airs à une vitesse d'environ 110 km/h.
En France, l'Américaine Robin Valencia se produisait encore au Cirque d'Hiver en décembre 2017.